# Falling in Reverse
A Falling in Reverse egy 2008-ban alakult post-hardcore együttes Las Vegasból.
A banda eredeti neve "From Behind These Walls" volt, de a banda létrejötte után gyorsan átnevezték Falling In Reverse-re. Kiadójuk az Epitaph Records.
Az együttes énekese Ronnie Radke, két gitárosa Derek Jones és Max Georgiev, basszusgitárosa Tyler Burgess, billentyűse Zakk Sandler, dobosa pedig Brandon "Rage" Richter.
Első lemezük a The Drug in Me Is You (2011. július 26.) a Billboard 200 listáján 19. helyet ért el, és 18 000 példányban kelt el az első héten. Az albumot Ronnie még a börtönben írta meg. Második stúdióalbumuk, a Fashionably Late 2013. június 18-án jelent meg, és 17. helyet ért el a Billboard 200 listáján. A harmadik album, a Just Like You megjelenési dátuma 2015. február 24., míg a legutóbbi, a Coming Home 2017. április 7-én jelent meg.

## A banda története
2008-ban Ronnie Radke veszekedésbe keveredett Las Vegasban, amelynek eredményeként a 18 éves Michael Cook le lett lőve. Ronnie nem lőtte le Cookot, de mégis vádat emeltek ellene, mivel töltényeket találtak nála. Ezek a vádak, valamint Ronnie korábbi kábítószerekkel és rehabilitációval kapcsolatos problémái felfüggesztett büntetéshez és ötéves próbaidőhöz vezettek. Miután nem jelentkezett a felügyelőjénél, 2008 júniusában letartóztatták, ahol próbaidejét visszavonták, és eredeti két év börtönbüntetésének letöltésére bízták. Ekkor Ronnie még az Escape the Fate énekese és frontembere volt, de a börtönös ügyei miatt a banda tagjai kirúgták.
Ronnie 2008-ban (még mindig börtönben) alapított egy újabb bandát, "From Behind These Walls" néven, de copyright miatt Falling In Reverse-re kellett változtatniuk. 2009-ben Ronnie engedélyt kapott hogy felvegyenek demo számokat. Négy számot vettek fel, de egyiket se tették fel a majdani első albumukra. A négy számból egy albumot hoztak létre, aminek "Demo" lett a neve.
Az eredeti felállás Ronnie Radke és a basszusgitáros, Nason Schoeffler-ből állt, aki segített gitárosokat keresni. A gitáros Jacky Vincent, a ritmusgitáros pedig Derek Jones lett. A banda számos doboson ment keresztül. Nick Rich-et később Oscar Gracia váltotta, majd Scott Gee, utána pedig Ryan Seaman. A basszusgitáros, Schoeffler 2011 Áprilisában kilépett a bandából és Mika Horiuchival volt helyettesítve, aki később szintén kilépett a bandából Ronnie-val kapcsolatos problémák miatt.